# Isländische Fußballmeisterschaft der Frauen 1973
Die Isländische Fußballmeisterschaft der Frauen 1973 (isländisch 1. deild kvenna) war die zweite Austragung der höchsten isländischen Spielklasse im Frauenfußball. Sie startete am 22. Juni und endete am 29. Juli 1973. Ármann Reykjavík besiegte den Titelverteidiger FH Hafnarfjörður in einer Neuauflage des Vorjahresfinals und gewann dadurch zum einzigen Mal in der Vereinsgeschichte die isländische Meisterschaft.

## Meisterschaft

### Gruppe A

#### Abschlusstabelle
| Pl. | Verein               | Sp. | S | U | N | Tore    | Diff. | Punkte |
| --- | -------------------- | --- | - | - | - | ------- | ----- | ------ |
| 1.  | Breiðablik Kópavogur | 3   | 2 | 1 | 0 | 025:200 | +23   | 05:10  |
| 2.  | FH Hafnarfjörður     | 3   | 2 | 1 | 0 | 014:100 | +13   | 05:10  |
| 3.  | Keflavík ÍF          | 3   | 1 | 0 | 2 | 003:180 | −15   | 02:40  |
| 4.  | Haukar Hafnarfjörður | 3   | 0 | 0 | 3 | 001:220 | −21   | 0:60   |

Entscheidungsspiel
|                  | Ergebnis |                      |
| ---------------- | -------- | -------------------- |
| FH Hafnarfjörður | 2:0      | Breiðablik Kópavogur |

#### Kreuztabelle
| Breiðablik Kópavogur |      | 1:1 | –   | 14:0 |
| FH Hafnarfjörður     | –    |     | –   | 6:0  |
| Keflavík ÍF          | 1:10 | 0:7 |     | –    |
| Haukar Hafnarfjörður | –    | –   | 1:2 |      |

### Gruppe B

#### Abschlusstabelle
| Pl. | Verein            | Sp. | S | U | N | Tore    | Diff. | Punkte |
| --- | ----------------- | --- | - | - | - | ------- | ----- | ------ |
| 1.  | Ármann Reykjavík  | 3   | 2 | 1 | 0 | 023:200 | +21   | 05:10  |
| 2.  | ÍA Akranes        | 3   | 2 | 1 | 0 | 012:300 | +9    | 05:10  |
| 3.  | Þróttur Reykjavík | 3   | 1 | 0 | 2 | 010:100 | ±0    | 02:40  |
| 4.  | UMF Stjarnan      | 3   | 0 | 0 | 3 | 001:310 | −30   | 0:60   |

Entscheidungsspiel
|                  | Ergebnis |            |
| ---------------- | -------- | ---------- |
| Ármann Reykjavík | 4:3      | ÍA Akranes |

#### Kreuztabelle
|                   | Árm  |     |     |      |
| ----------------- | ---- | --- | --- | ---- |
| Ármann Reykjavík  |      | –   | 4:0 | –    |
| ÍA Akranes        | 2:2  |     | 6:0 | –    |
| Þróttur Reykjavík | –    | –   |     | 10:0 |
| UMF Stjarnan      | 0:17 | 1:4 | –   |      |

### Finale
| Datum                              |                  | Ergebnis | ! Stadion                                       |
| ---------------------------------- | ---------------- | -------- | ----------------------------------------------- |
| 19. Juli 1973                      | Ármann Reykjavík | 0:0      | FH Hafnarfjörður \|Laugardalsvöllur (Reykjavík) |
| 29. Juli 1973 (Wiederholungsspiel) | Ármann Reykjavík | 1:0      | FH Hafnarfjörður \|Laugardalsvöllur (Reykjavík) |